# Олесунн (футбольний клуб)
«Олесунн» (норв. Aalesunds) — норвезький футбольний клуб із однойменного міста, заснований 1914 року. Виступає у головному дивізіоні Норвегії.

## Досягнення
Кубок Норвегії
- Володар кубка (2): 2009, 2011.